# 杉並区立宮前中学校
杉並区立宮前中学校（すぎなみくりつ みやまえちゅうがっこう）は、日本の公立中学校。荻窪小学校に近く、宮前公園の近くに存在する。東京都杉並区に存在する。

## 概要
1947年（昭和22年）5月に開校。
本校は『NHK全国学校音楽コンクール』（日本放送協会主催）、『こども音楽コンクール』（TBSラジオ主催）など、中学校音楽コンクールなどで数々の賞を受賞するなど音楽教育活動でその名を知られている。宮前中学校卒業生を中心として杉並混声合唱団が結成されるなど、卒業後の音楽活動も盛んに行われている。
過去には本校生徒の合唱団（東京都杉並区立宮前中学校合唱団）名義でビクター音楽産業よりコンパクトディスクを発表したこともある。
昭和30年代には本校に於いて生徒数増加が見られた為、1960年（昭和35年）に西分校を設置。その西分校は1961年（昭和36年）4月に杉並区立西宮中学校として独立開校して現在に至っている。

## 沿革
- 1947年 - 本校開校。
- 1960年 - 生徒数増加に伴い、本校の西分校を杉並区大宮前5丁目(当時）に設置。
- 1961年 - 西分校が本校から独立し、杉並区立西宮中学校として開校。
- 1977年 - 5月に心身障害学級を開設。9月に学校創立20周年記念体育大会を開催。

## 教育目標
- 『人間尊重の精神を踏まえ、「自治の精神」を貴び、知・徳・体をバランスよく育む』[6]

1. 主体的に学習し、確かな学力を身に付ける。
2. 豊かな感性をもち、社会に貢献する。
3. 社会を乗り切るたくましい力を身に付ける。

## 著名な出身者
- 阿藤芳樹（鑑定士）